# Oued Zehour
Oued Zehour (em árabe: وادي اازهور), também escrito Oued Zhour ou Oued Z'hour, é uma comuna localizada na província de Skikda, Argélia. De acordo com o censo de 2008, a população total da cidade era de 6 744 habitantes.